# Volkswagen Pointer
El Volkswagen Pointer fue un automóvil de turismo del segmento C, de carrocería tipo berlina hatchback, producido entre los años 1994 y 1996 por el holding Autolatina para el mercado regional del Mercosur.
Autolatina tenía como objetivo producir y comercializar una serie de desarrollos automotrices focalizados a la zona del Mercosur (principalmente Argentina y Brasil), los cuales conjugaban en su estructura las tecnologías de las marcas Volkswagen y Ford, a las que representaba.
La gama Pointer fue uno de los principales desarrollos de Autolatina, tomando como base la plataforma del tándem Ford Escort/Verona, y tenía como finalidad ser un complemento del sedán Volkswagen Logus, presentado en 1993 como sustituto del Volkswagen Apollo.
Cabe detallar que la nomenclatura "Pointer" había sido previamente empleada por Volkswagen en los años 80 en los mercados de Sudamérica, para designar una versión deportiva local del Volkswagen Passat (Passat GTS Pointer).
Tras la disolución del holding Autolatina, la gama Pointer/Logus fue descontinuada, y reemplazada en todo el mercado regional sudamericano por la gama del Volkswagen Golf III.
Posterior al cese de producción de la plataforma Pointer/Logus para los mercados sudamericanos, el nombre Pointer fue reutilizado para comercializar en México la segunda generación del Volkswagen Gol, entre los años 1998 y 2009.

## Descripciones
Pasaron varios años en el mercado Sudamericano con una oferta limitada de Volkswagen, que nunca contó con un auto moderno y con buen confort en el más competitivo de los segmentos, el de los medianos. La presencia de la línea Senda-Gol-Saveiro se limitaba a quienes compraban su primer auto. Sólo la Quantum se distinguía por su confort pero, por ser familiar, quedaba encasillada en una franja muy pequeña.
En 1994, dando como primeros frutos producto de la Autolatina, sociedad que existió entre Ford y Volkswagen en Sudamérica, se generó la gama Pointer/Logus. El Volkswagen Pointer se presentaba como sedán tipo "fastback/liftback", derivado del Ford Escort producido en Europa. El Volkswagen Logus / Ford Verona se presentaban como su correspondiente versión tipo berlina de 2 puertas. El Pointer producido bajo la fusión Autolatina fue nombrado por el entonces presidente de la casa matriz de esa época como "el Volkswagen más bonito del mundo".
La gama Pointer/Logus fue discontinuada en 1996, año en el que ambas automotrices toman la decisión de disolver Autolatina. A partir de 1997, ya disuelta esta sociedad, Ford lanza la nueva línea Escort y Volkswagen lanza la nueva línea Polo Classic, fabricada en Argentina, con la cual sustituyó a los modelos Pointer y Logus, así como por encima con los Volkswagen Golf Mk3, Volkswagen Bora y Volkswagen Vento, también del segmento C.

### Versiones
- CLi 1.6
- GLi 1.8
- GTi 2.0

### Diseño Conjunto
El Pointer/Logus fue diseñado por un equipo de técnicos brasileños en los estudios de Ghia Design, en Turín, Italia. Luego se lo llevó al túnel de viento de VW en Wolfsburg, Alemania, donde se comprobó un área trasera comprometida, precisamente en la terminación del portón. Por esa razón se le agregó un spoiler pequeño, de 6mm, para mejorar la adherencia, consiguiendo de esta forma un buen Cx para su clase: 0,35.
Los Pointer y Logus tienen carrocerías hatchback de cinco puertas y sedán de dos puertas respectivamente. Sus motorizaciones son todas de gasolina y cuatro cilindros en línea, de 1.6, 1.8 y 2.0 litros de cilindrada. Las dos primeras fueron producidas en Argentina y Brasil, y este último además la versión 2.0.
El estilo del Pointer/Logus de Autolatina fue por demás particular. Su línea fue bien cuidada hasta en los mínimos detalles como manijas de aperturas de puertas, espejos exteriores, spoiler delanteros con rompenieblas integrados, llantas deportivas, etc. Desde el parabrisas hacia atrás tiene un diseño que agrada a todo el mundo. Sin ángulos vivos, con amplia superficie vidriada y cola hatch alta, conforman un sector muy estilizado. La trompa, si bien es lanzada y moderna, remata en una parrilla con luces horizontales no tan agradables. De cualquier forma llamó bastante la atención en la calle y muchos se sorprendieron al ver un VW de estas características.
El interior de este Volkswagen fue realmente un trabajo de sofisticación. El panel es envolvente y con un diseño que logra incluir hasta la consola; de estilo alemán, sobrio y eficiente. Los instrumentos a aguja son velocímetro, cuentavueltas, combustible y temperatura. El resto se informa con luces. Posee reloj, dos odómetros y luz de color naranja. Además dispone de alarma de olvido de luces y alarma de serie. La columna de dirección es regulable. Por debajo de la consola está el equipo de sonido con frente desmontable, y la opción de incorporar CD. Más abajo, y bastante lejos del alcance del conductor se encuentran el cenicero y el encendedor. Cerca de la palanca de cambios se alojan los controles para los cuatro levantacristales (con temporizador), repitiendo el mismo error de otros VW de origen brasileños, que distraen al conductor cuando debe accionarlos. Los espejos exteriores tienen control eléctrico y el comando del techo solar y corredizo es increíblemente a manija.

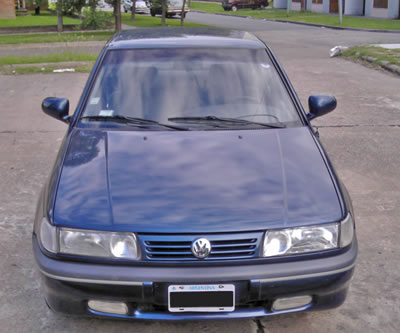
Frontal de Volkswagen Pointer 1994, producido por Autolatina.

### Deportivo y Versátil
Por sus características, el Pointer es un deportivo de cuatro puertas, dos volúmenes y medio pero que permite el uso familiar. Para eso cuenta con un alto nivel de confort interior y versatilidad para el uso en ciudad y la ruta. Las suspensiones, a pesar de su dureza no lo comprometen para el tránsito urbano. Le confieren una sensación de robustez y seguridad.
En la ruta ofrece un servicio superior. Ágil, potente, con frenos seguros y buenas luces, es un modelo que permite realizar viajes largos sin cansar al conductor. Además cuenta con dos virtudes de gran importancia: el confort interior en todo su conjunto y la envidiable estabilidad, producto del trabajo de las suspensiones que logran buena adherencia.
En las curvas rápidas solo precisa llevar firme el volante. Tiende a barrer la trompa como la mayoría de los autos con tracción delantera, pero con levantar el pie del acelerador se corrige fácilmente.

### Mecánica
- Ciclo: Otto, 4 tiempos, 4 cilindros en línea, montado transversalmente en la parte delantera del vehículo.
- Bloque de hierro fundido con 5 cojinetes, tapa de cilindro de aluminio, cigüeñal con 5 muñones de cigüeñal , 4 muñones de biela y 8 contrapesos. Pistón tipo flotante con 3 aros, 2 de compresión y uno rasca aceite. Dos válvulas por cilindro, alojadas en la tapa de cilindro y accionadas por el árbol de levas, a través de botadores hidráulico. Árbol de levas alojado en la tapa de cilindros y accionado por una correa dentada.
- Encendido electrónico digital mapeado con sensor del tipo "HALL", transformador y distribuidor.
- Sistema de Inyección Digital tipo EEC-IV, con inyección multipunto para motores 2.0 e inyección monopunto para motores 1.6 y 1.8
- Alimentación de combustible por bomba eléctrica. Filtro de aire tipo seco.
- Catalizador del tipo termoquímico, de cuerpo cerámico revestido con óxido de aluminio e impregnado con paladio/rodio.
- Sistema de lubricación forzada de aceite por bomba de engranajes, accionada mecánicamente. Filtro de aceite de tipo salida total.
- Sistema de enfriamiento por circulación forzada de líquido, por bomba hidráulica con rotor de paletas helicoidales, accionada mecánicamente. Radiador con tuberías y aletas de aluminio, depósito de compensación y electroventilador.
- Dirección hidráulica progresiva, volante absorbente de impacto con columna retráctil, posicionamiento axial ajustable. Mecanismo del tipo piñón y cremallera. Directa, precisa, con asistencia ideal para un auto de estas características.

- La caja es la conocida MQ que Transax produce en Córdoba, con tecnología propia del primer mundo. Su mecanismo es suave y preciso, siendo en su momento la mejor del mercado.
- Un capítulo aparte merece la inyección multipoint de combustible, con sistema digital y comando electrónico de última generación, como las que usan los técnicamente mejor dotados. Con este sistema, de origen alemán, las correcciones en la mezcla se realizan en milésimas de segundos y en cualquier tipo de mezcla. Le proporciona economías, mejor aceleración, elasticidad y arranque sencillo, además de un andar muy sereno.

Las suspensiones son independientes, McPherson adelante, con amortiguadores a das y con un eje autoestabilizante atrás de perfil invertido en "V" y brazos tubulares.
- Los frenos son con discos en las cuatro ruedas (versión GTi), ventilados adelantes, con doble circuito en diagonal.
- Los cuatro discos se comportan de maravillas a la hora de exigirlos. Sin fatigas, con pedal firme, confiable. A cualquier velocidad y bajo cualquier circunstancia, incluso piso mojado. Aspecto destacable del Pointer GTi.
- Para las versiones 1.6 CLi y 1.8 GLi los frenos delanteros son de disco tipo flotante y trasero de tambor autorregulable.

### Carrocería
- Largo/ancho/entrejes: 4.076/1.695/2.525mm para todas las versiones.
- Alto: 1.406mm (versión CLi) y 1.393 (versiones GLi y GTi).
- Trocha delantera/trasera: 1.440/1.455mm (versión CLi) y 1.440/1.439 (versiones GLi y GTi). peso 1000 kg

### Neumáticos
- CLi-.m- - GLi: 175/70SR13
- GTi: 185/60HR14

### Llantas
- CLi - GLi: De acero estampado 5J x 13
- GTi: De aleación liviana 6J x 14